# NGC 2588
NGC 2588 é um aglomerado aberto na direção da constelação de Puppis. O objeto foi descoberto pelo astrônomo John Herschel em 1836, usando um telescópio refletor com abertura de 18,6 polegadas. Devido a sua moderada magnitude aparente (+11,8), é visível apenas com telescópios amadores ou com equipamentos superiores. 